# Bonaventura Carles Aribau
Bonaventura Carles Aribau i Farriols (en catalan) ou Buenaventura Carlos Aribau y Farriols (en castillan), né le 4 novembre 1798 à Barcelone et mort le 17 septembre 1862 dans la même ville, est un écrivain, journaliste, tachygraphe, économiste et homme politique espagnol, considéré comme le pionnier de la Renaixença, le mouvement de « Renaissance » de la langue catalane.

## Biographie
Issu d’un milieu modeste, il fait ses études au séminaire épiscopal de Barcelone, puis à la Junte de commerce (es) de la même ville, où il se forme notamment en littérature, physique expérimentale, tachygraphie et économie politique,. Il manifeste dès sa jeunesse un intérêt marqué pour les sciences et les lettres et participe aux activités de la Societat Filosòfica (« Société philosophique », société savante fondée à Barcelone en 1815), où il parfait sa culture humaniste et scientifique,.
Il prend part à la révolution libérale de 1820,. Durant le Triennat libéral, il occupe brièvement le poste de secrétaire de la députation de Lérida (1822) et milite dans la presse en faveur du régime constitutionnel,. En 1824, il est nommé secrétaire de la Junte de commerce de Barcelone,. Il collabore à plusieurs journaux libéraux, dont El Europeo (contribuant à la diffusion du romantisme en Espagne), Diario Constitucional de Barcelona et El Eco de la Ley,.
En 1826, il s’installe à Madrid pour travailler comme secrétaire personnel auprès du banquier Gaspar de Remisa (es),. Il mène ensuite une longue carrière dans diverses institutions économiques espagnole, notamment comme chef de comptabilité dans une société affermant le monopole du sel (1841), directeur général du Trésor (1847), directeur général de la Monnaie (1852), et secrétaire de l’intendance du Patrimoine royal (1857),.
Parallèlement, il maintient une intense activité littéraire et journalistique (notamment à El Corresponsal entre 1839 et 1844), publiant des articles, des critiques et des poèmes,. Son ode intitulée La Pàtria (« La Patrie », 1833), rédigée en catalan, introduit le mouvement romantique dans cette langue et est considéré comme un texte fondateur du mouvement de la Renaixença,. Il est également à l’origine, avec Manuel Rivadeneyra (es), de la collection éditoriale Biblioteca de Autores Españoles, dont il dirige les premiers volumes et rédige plusieurs préfaces,.
Dans ses dernières années, atteint par la maladie, il quitte Madrid et rentre à Barcelone, où il meurt en 1862,.

## Œuvres choisies
- Ensayos poéticos (1817)
- Libertad, libertad sacrosanta, hymne révolutionnaire (1820)
- La libertad restaurada, collaboration (1820).
- A la señora Leticia Cortesi (1821).
- Oda a la Pàtria (1833).
- All'eximia artista cantante Manuela Oreira Lema de Vega, che dimorava nella casa contigua a quella dell'autore (1840)
- A la virgen de los Dolores (1845)
- A la Srta Maria Dolors de Belza